# Geroderma osteodysplastica
Das Geroderma osteodysplastica bezeichnet eine angeborene Entwicklungsstörung des Bindegewebes mit vorzeitigem Altern der Haut verbunden mit generalisierter Knochenentkalkung.
Synonyme sind: Gerodermia osteodysplastica; Bamatter-Franceschetti-Klein-Sierro-Syndrom
Die Namensbezeichnung bezieht sich auf die Erstbeschreibung durch den Schweizer Kinderarzt Frédéric Bamatter zusammen mit dem Genfer Augenarzt Adolphe Franceschetti, dem Genfer Humangenetiker David Klein und dem Arzt A. Sierro im Jahre 1950.

## Verbreitung
Die Häufigkeit wird mit unter 1 zu 1.000.000 angegeben, die Vererbung erfolgt autosomal-rezessiv.

## Ursache
Der Erkrankung liegen teilweise Mutationen im  GORAB-Gen im Chromosom 1 im Genort q24.2 zugrunde, auch Mutationen im PYCR1-Gen im Chromosom 17 q25.3 kommen infrage.

## Klinische Erscheinungen
Klinische Kriterien sind:
- Bereits beim Säugling schlaffe, faltige, alt aussehende Haut
- Überstreckbare Gelenke
- Kleinwuchs
- Generalisierte Osteoporose, Hüftdysplasie
- Häufig Brachyzephalie, vorgewölbte Stirn,
- Gelegentlich Mikrokornea, Hornhauttrübung, Glaukom

Hinzu können eine allgemeine Entwicklungsverzögerung und ein leichtes intellektuelles Defizit treten.
Die Kombination einer ausgeprägten Osteoporose mit Spontanfrakturen zusammen mit dem Fehlen einer offenen großen Fontanelle gilt als wesentlicher Hinweis auf das Geroderma osteodysplastica.

## Differentialdiagnose
Die Abgrenzung zu anderen Formen der Progerie und den Cutis-laxa-Syndromen wie der autosomal-rezessiven Cutis laxa Typ 2 (ARCL2), dem Wrinkly-Skin-Syndrom (WSS) und dem De-Barsy-Syndrom kann schwierig sein.

## Therapie
Die Behandlung der Osteopenie kann mit Bisphosphonaten erfolgen.

## Heilungsaussicht
Die Lebenserwartung ist nicht eingeschränkt, mit zunehmendem Alter verringert sich das Auftreten von Knochenfrakturen.